# Effie Gray (film)
Pour l’article homonyme, voir Effie Gray.
Pour plus de détails, voir Fiche technique et Distribution.
Effie Gray est un drame biographique britannique de Richard Laxton sorti en 2014. Le film a été tourné à Venise en décembre 2011.

## Synopsis
Le film traite du triangle amoureux entre Effie Gray (Fanning), son mari John Ruskin (Wise) et le jeune John Everett Millais (Sturridge). Née en Écosse, Effie a épousé le critique d'art victorien et historien John Ruskin lorsqu'elle avait 19 ans et lui 29. Peu après son mariage elle suit John à Venise où il travaille à son traité en trois volumes sur l'art et l'histoire de la cité, intitulé The Stones of Venice (Les pierres de Venise). John était très occupé à étudier les bâtiments historiques de la ville et laissait Effie seule. Elle passait son temps entre les rues animées et les bals.
Pendant une session où elle posait pour John Everett Millais Effie fut séduite par l'artiste. Bien que mariée depuis cinq ans, John n'avait pas consommé le mariage. Finalement, Effie demande et obtient devant les tribunaux l'Annulation de mariage et elle se marie avec Millais. Durant le procès Effie dit que son mari était impuissant, tandis qu'il disait que le corps d'Effie avait quelque chose qui le dégoutait.

## Fiche technique
- Titre : Effie Gray
- Réalisation : Richard Laxton
- Scénario : Emma Thompson
- Décors : James Merifield
- Direction artistique : Paul Ghirardani et Juliana Overmeer
- Costumes : Ruth Myers
- Montage : Kate Williams
- Musique : Paul Cantelon
- Photographie : Andrew Dunn
- Son :
- Production : Andreas Roald et Sovereign Films
- Sociétés de production : Sovereign Films
- Sociétés de distribution :
- Pays d’origine :  Royaume-Uni
- Langue : anglais
- Lieux de tournage : Italie, Royaume-Uni
- Budget :
- Durée : 108 minutes
- Format : Couleurs - 35 mm - 2.35:1 -  Son Dolby numérique
- Genre : Film biographique
- Dates de sortie
- Royaume-Uni : 10 octobre 2014

## Distribution
- Dakota Fanning (VF : Camille Donda ; VQ : Viviane Pacal) : Effie Gray
- Emma Thompson (VF : Frédérique Tirmont ; VQ : Élise Bertrand) : Lady Eastlake
- Greg Wise : John Ruskin
- Tom Sturridge (VF : Paolo Domingo) : John Everett Millais
- Claudia Cardinale : la comtesse
- Julie Walters : Margaret Cox Ruskin
- Robbie Coltrane (VF : Vincent Grass) : le médecin
- David Suchet (VF : Philippe Ariotti) : M. Ruskin
- Derek Jacobi : Travers Twiss
- James Fox : Charles Lock Eastlake
- Russell Tovey (VF : Jean-Marco Montalto) : George
- Riccardo Scamarcio (VF : Mathieu Buscatto) : Rafael
- Polly Dartford (VF : Alice Orsat) : Sophie Gray
- Linda Bassett : Anna